# John Barrett (Politiker, 1954)

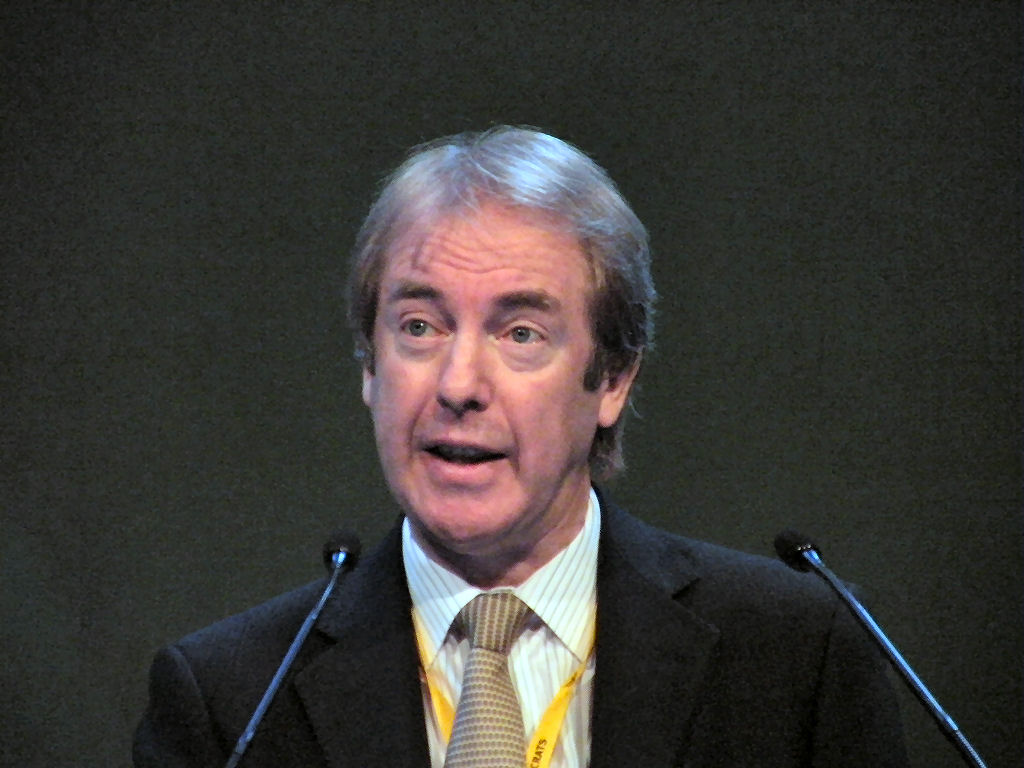
John Barrett

John Andrew Barrett (* 11. Februar 1954) ist ein schottischer Politiker (Lib Dems).

## Leben
Barrett wurde 1954 geboren. Er besuchte die Forrester High School sowie das Telford College und das Napier Polytechnic (heute Edinburgh Napier University). Vor seiner politischen Karriere war Barrett als Unternehmensleiter tätig. Er ist verheiratet und Vater einer Tochter.

## Politischer Werdegang
Zwischen 1995 und 2001 war Barrett Ratsmitglied des Edinburgher Bezirks South East Corstorphine. In dieser Funktion war er unter anderem Vorsitzender des Entwicklungsausschusses für das Gebiet Edinburgh West sowie Regionalsprecher der Liberal Democrats für Verkehr und wirtschaftliche Entwicklung. Bei den Unterhauswahlen 1997 war Barrett als Wahlkampfmanager seines Parteikollegen David Steel eingesetzt.
Erstmals trat Barrett bei den Unterhauswahlen 2001 zu Wahlen auf nationaler Ebene an. Er beerbte seinen Parteikollegen Donald Gorrie, der das Mandat des Wahlkreises Edinburgh West seit 1997 hielt und nach seiner Wahl ins schottische Parlament 1999 zu keiner weiteren Wahl zum britischen Unterhaus mehr Antrat. Mit 42,4 % konnte Barrett die Stimmmehrheit erreichen und zog erstmals in das House of Commons ein. Dort war er Mitglied des Ausschusses für internationale Entwicklung und ab 2003, bis zum Ende der Wahlperiode 2005 Parteisprecher für diesen Inhalt. Bei den Unterhauswahlen 2005 konnte Barrett seinen Stimmenanteil im Wahlkreis ausbauen und hielt damit sein Mandat. Zwischen 2005 und 2007 fungierte er als stellvertretender Sprecher für schottlandbezogene Themen. Im Schattenkabinett der Liberaldemokraten war Barrett ab 2008 als Minister für Arbeit und Rente vorgesehen. Zu den Unterhauswahlen 2010 trat Barrett nicht mehr an. Sein Parteikollege Michael Crockart hielt das Mandat für Edinburgh West.